# Municipio de Villa de Arista
El municipio de Villa de Arista es uno de los 59 municipios que constituyen el estado mexicano de San Luis Potosí. Su nombre es en honor del presidente mexicano de 1851 a 1853, Mariano Arista.

## Descripción geográfica

### Ubicación
Villa de Arista se localiza al centro oeste del estado entre las coordenadas geográficas 22º 39’ de latitud norte, y 100º 51’ de longitud oeste; a una altitud promedio de 1610 metros sobre el nivel del mar.
Limita al noroeste con el municipio de Venado; al oeste con el municipio de Moctezuma; al suroeste con el municipio de San Luis Potosí; y al norte, este y sur con el municipio de Villa Hidalgo.
Villa de Arista, cabecera del municipio, se encuentra en la ubicación 22°38′37″N 100°50′56″O / 22.64361, -100.84889.

### Orografía e hidrografía
Su orografía presenta planicies en la mayor parte de su territorio, al norte se encuentra la sierra Las Pilas. Sus suelos se formaron en la era Mesozoica, y su uso principalmente es ganadero, forestal y agrícola. El municipio pertenece a la región hidrológica El Salado. Sus recursos hidrológicos son muy escasos, su principal fuente son los mantos acuíferos.

### Clima
Su principal clima es el semicálido; con lluvias en verano y sin cambio térmico invernal bien definido. La temperatura media anual es de 26°C, la máxima se registra en el mes de mayo (43.5 °C) y la mínima se registra en enero (6.5 °C). la temporada de lluvias se produce en el verano. La precipitación media es de 650 milímetros.
Según la clasificación climática de Köppen el clima de Villa de Arista corresponde a la categoría BSh, (semiárido cálido).

## Demografía
La población total del municipio de Villa de Arista es de 17 258 habitantes, lo que representa un crecimiento promedio de 1.1% anual en el período 2010-2020 sobre la base de los 15 528 habitantes registrados en el censo anterior. Al año 2020 la densidad del municipio era de 586,7 hab/km².
| Gráfica de evolución demográfica de Municipio de Villa de Arista entre 2000 y 2020 |
|                                                                                    |
| Fuente: Instituto Nacional de Estadística Geografía e Informática                  |

En el año 2010 estaba clasificado como un municipio de grado medio de vulnerabilidad social, con el 23.60% de su población en estado de pobreza extrema.
La población del municipio está mayoritariamente alfabetizada (13.42% de personas analfabetas al año 2010), con un grado de escolarización en torno de los 6 años. Solo el 0.83% de la población se reconoce como indígena.
El 95.90% de la población profesa la religión católica. El 3.03% adhiere a las iglesias Protestantes, Evangélicas y Bíblicas.

### Localidades
Según el censo de 2010, la población del municipio se distribuía entre 77 localidades, de las cuales 71 eran pequeños núcleos urbanos de menos de 500 habitantes.
Las localidades con mayor número de habitantes y su evolución poblacional son:
| Localidad                            | Población 2010 | Población 2020 |
| Total Municipio                      | 15 528         | 17 258         |
| Derramaderos                         | 1424           | 1587           |
| El Charquito                         | 567            | 593            |
| El Mezquite                          | 500            | 532            |
| El Pozo                              | 497            | 569            |
| El Tajo                              | 369            | 372            |
| Milpas                               | 263            | 263            |
| Rincón de Leijas                     | 488            | 454            |
| Salitrillos                          | 808            | 809            |
| San Elías                            | 368            | 453            |
| San José del Arbolito                | 577            | 663            |
| Villa de Arista (Cabecera municipal) | 7579           | 8464           |

## Economía
Según los datos relevados en 2010, 3165 personas desarrollaban su actividad en el sector primario (agricultura, ganadería, aprovechamiento forestal, pesca y caza) y 635 personas estaban empleadas en el comercio minorista. Estos rubros concentraban la actividad de aproximadamente las dos terceras partes de las 5384 personas que ese año formaban la población económicamente activa del municipio.
Según el número de unidades activas relevadas en 2019, los sectores más dinámicos son el comercio minorista, la prestación de servicios generales no gubernamentales y en menor medida la elaboración de productos manufacturados.

## Educación y salud
En 2010, el municipio contaba con escuelas preescolares, primarias, secundarias y 2 escuelas de educación media (bachilleratos). Contaba con 5 unidades destinadas a la atención de la salud, con un total de 16 personas como personal médico.

El 28.8% de la población, (4524 personas), no habían completado la educación básica, carencia social conocida como rezago educativo. El 17.9%, (2814 personas) carecían de acceso a servicios de salud.

## Cultura

### Sitios de interés
- Parroquia municipal
- Parque la laguna
- Rancho Santa Rita invernadero agrícolas con la más alta tecnología en el país.
- Hacienda ubicada en la comunidad Venta del Carmen
- Hacienda ubicada en la comunidad Derramaderos.

### Fiestas
Fiestas civiles
- Aniversario de la Independencia de México: 16 de septiembre.
- Aniversario del día del agrarista : 27 de septiembre.
- Aniversario de la Revolución mexicana: El 20 de noviembre.

Fiestas religiosas
- Semana Santa: jueves y viernes Santos.
- Día de la Santa Cruz: 3 de mayo.
- Fiesta del Señor de la Misericordia: 6 de mayo, que se realiza en la casa de la familia Rodríguez Briones, en la calle Francisco I Madero s/n a una cuadra de la plaza principal.
- Fiesta en honor de la Virgen de Guadalupe: 12 de febrero
- Día de Muertos: 2 de noviembre.
- 4 de julio: fiesta patronal de la virgen del Refugio

## Gobierno
Su forma de gobierno es democrática y depende del gobierno estatal y federal; se realizan elecciones cada 3 años, en donde se elige al presidente municipal y su gabinete. 

### Personajes ilustres
- Mariano Arista, general y presidente de México.